# Estación Playa Unión

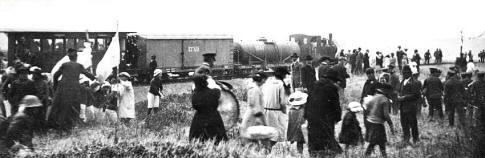
Inauguración de la estación Playa Unión con la llegada del tren en 1923.

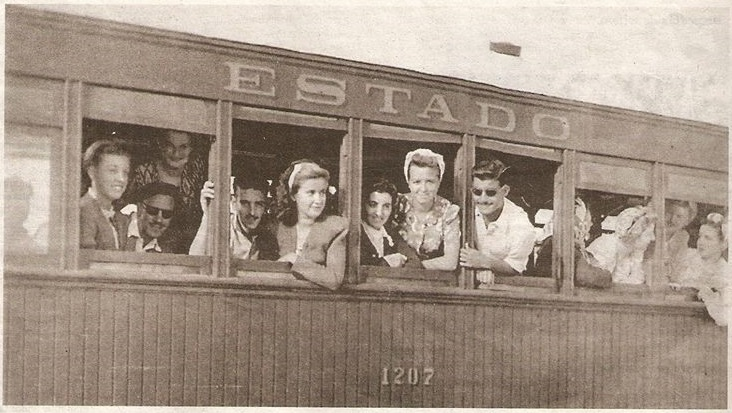
Grupo de adultos jóvenes en la estación Trelew partiendo hacia Playa Unión durante el verano. La imagen es de la década de 1950.

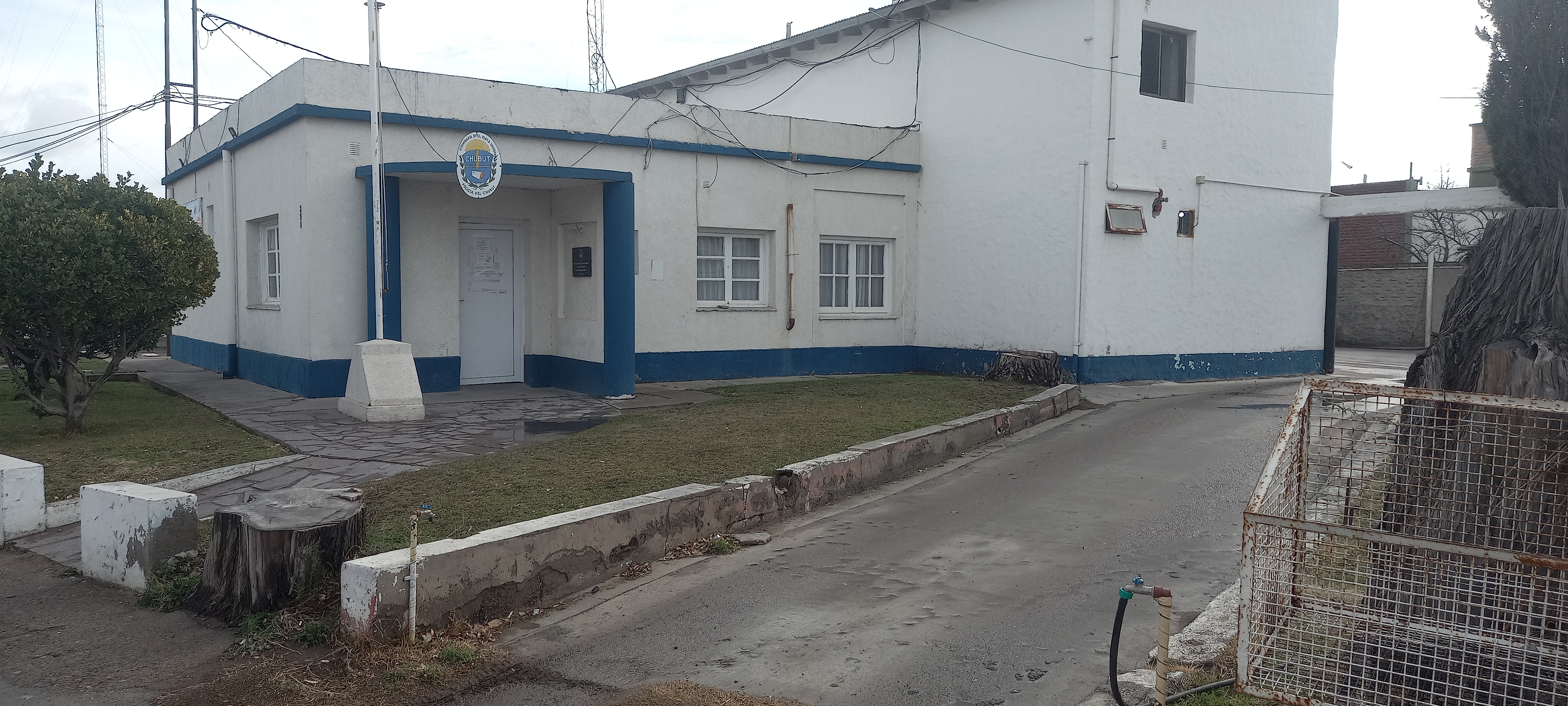
Vista frontal de la ex estacón en poder de la policía. Hoy está modificada en su boletería y su andén

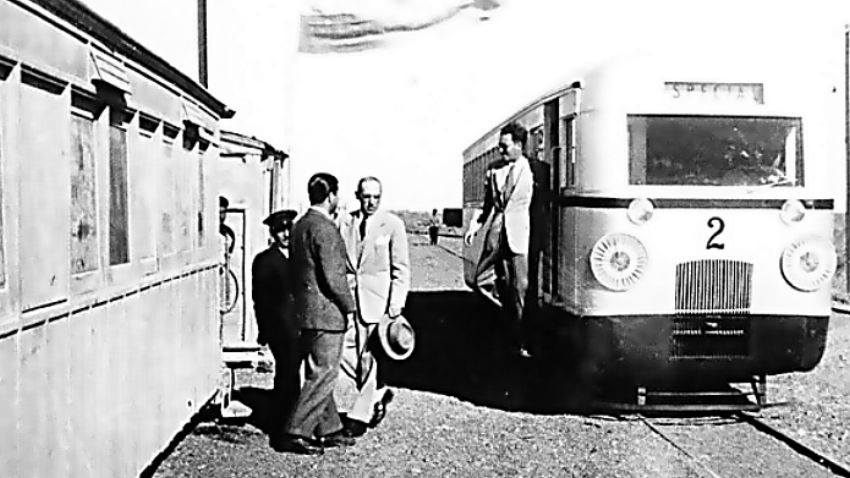
Coche motor en la estación Playa Unión hacia los primeros años de la década de 1960. A la izquierda, uno de los vagones originales del ferrocarril estuvo en un tiempo en uso estático como edificio de la estación.

Playa Unión es una ex estación ferroviaria del ramal a Playa Unión que unía Trelew de la Provincia del Chubut con la localidad costera de Playa Unión, pasando por la ciudad de Rawson. La estación funcionó como punta de riel del ramal desde 1923 hasta el año 1961 en que fue clausurado todo lo perteneciente al Ferrocarril Central del Chubut.

## Toponimia
Recibe el nombre del balneario que se encuentra en la costa Atlántica, cerca de la desembocadura del río Chubut en la bahía Engaño. El topónimo se origina a partir de 1880, año en el que naufraga junto a la playa, cerca de la desembocadura del río la goleta "Unión". Su capitán Julián Bollo y otros tres tripulantes de origen italiano se afincan en Rawson. El balneario, todavía sin edificación alguna, pasa a llamarse entonces "Playa Unión". Originalmente, recibía el nombre de Balneario 24 de Febrero.

## Funcionamiento
Un análisis de itinerarios de horarios de este ferrocarril a lo largo del tiempo demuestra como fue variando sus líneas, horarios y cabeceras. El ramal solo operaba este destino en verano y en ocasiones especiales. Dado que el balneario era de escasa población en los primeros años de este y  solo se justificaban los servicios ferroviarios en temporada veraniega. Es por ello que los informes de horarios de  1928, 1930, 1938 y 1936  no hacen alusión a Playa Unión  como punta de riel. De hecho, la estación no figura en ninguno de estos informes. Esto quizás se deba a la ausencia de edificio de estación o que los mismos no abordaban la temporada de verano en que funcionaba la estación. En todos estos informes se colocó a Rawson como punta de rieles.
El itinerario de 1934 fue unos de los más completos. En el se brindó por primera vez información sustanciosa y clave del ramal. De este modo, se reveló la longitud , materiales, estaciones y se introdujo la novedad de los ferrobuses. El ramal tenía un servicio de diez trenes mixtos cada semana, y en adición, nueve viajes por coche motor. Había tres trenes desde Trelew por día en la mayoría de los días desde las 9:05, 11:25, 15:00 y 17:00, mientras que el arribo a Playa Unión tardaba en coche motor 40 minutos y 55 minutos si era a vapor. En cuanto a lo diferentes puntos del ramal, fueron nombrados por primera vez Empalme Playa Unión, estación Playa Unión y el desvío kilómetro 78.
La guía de horarios del 1 de abril de 1938 no expuso diferencias significativas respecto al documento de 1936. Sin embargo, el empalme a Playa Unión alcanzó su nombre oficial en desmedro de la anterior denominación "empalme a Rawson". Esto también se trasladó al nombre del ramal que pasó a denominarse a Playa Unión en los años posteriores.
El itinerario de Ferrocarriles del Estado del 15 de diciembre de 1940. En este documento fue el segundo que presentó en su totalidad el ramal Trelew - Playa Unión. El itinerario reveló que el ramal contenía dos líneas: la primera operaba con ferrobuses que partían los miércoles de Trelew a las 9:10 y finalizaban en Rawson. En tanto, la otra línea ejecutada por ferrobuses que hacían el tramo completo hasta Playa Unión martes, jueves, viernes y sábados saliendo desde Trelew a las 9:10 y finalizando en Playa Unión a las 10:00. El mismo viaje tenía una variación partiendo los miércoles 10:30, arribo a Rawson 11:00 y finalización a las 11:20. El último aspecto del ramal a Playa Unión es que era conectado por trenes mixtos diariamente los domingos desde las 16:30, paso por Rawson a las 17:05 con arribo a las 17:25; también los domingos estos trenes partían desde las 9:10 para llegar 10:05 y contaban con una salida intermedia desde las 14:30 para llegar 15:10. También, estos trenes ejecutaban salidas los lunes 9:10 con arribo al balneario a las 10:10. Por último, el itinerario informó que Playa Unión aun no poseía edificación para pasajeros en estos años.
El informe del 15 de abril de 1942 brindó pocas referencias al ramal a Playa Unión. Paradójicamente, a pesar de que se nombró a la estación Playa Unión solo se describieron viajes y horarios para el tramo  Trelew - Rawson.
El itinerario del verano de 1946  agregó más frecuencias con la misma demora de 30 en el viaje de Trelew a Rawson. Alternando Rawson y Playa Unión como punta de rieles del ramal.  La primera de las frecuencias partía a las 6:35 con arribo a las 7:05 solo a Rawson, todos los días hábiles. La segunda partía a las 7:00 desde Trelew para llegar a Rawson a las 7:30. La tercera era operada por trenes mixtos desde las 8:20 con arribo final a Rawson 8:55. En esta frecuencia no se aclaró los días pero empezó a figurar Playa Unión como destino final del ramal, luego de pasar por Rawson el tren llegaba a Playa Unión a las 9:10. La cuarta frecuencia era operada por ferrobús todos los días menos los domingos. Esta partía de Trelew 10:30, llegaba a Rawson a las 11:00 y luego seguía a Playa Unión con arribo 11:15. La quinta partía de Trelew a 13:15 con destino a Rawson a 13:45. La sexta era llevada a cabo por trenes mixtos partiendo de Trelew a las 14:10, paso por Rawson a las 14:45 y arribo a Playa Unión a las 15:00 horas. La última frecuencia era operada de nuevo por coche motor todos los días menos los domingos. El viaje partía desde Trelew a las 18:45 para arribar a Rawson 19:45. Por último, el documento clasificó a Playa Unión entre las principales del ferrocarril.
El 10 de diciembre de 1948 fue presentado otro itinerario. El mismo mantuvo condiciones similares que su antecesor. La sección de la línea que tenía como destino Playa Unión encontró un servicio diversificado y aburándote: un viaje ejecutado en coches motor  todos los días desde las 10:40 con arribo al balneario a las 11:25. El regreso se producía desde las 13:00 y arribo a Trelew a las 13:45. En tanto, trenes mixtos ejecutaban el viaje todos los días saliendo desde Trelew a las  8:35 y 13:50 para alcanzar el balneario a las 9:25 y las 14:40. El viaje de regreso todos los días desde las 13:00 y las 18:05 y los domingos desde las 18:55 y las 9:35. Por otra parte, el ramal contenía una sub línea que no alcanzaba Playa Unión. La misma partía todos los días hábiles con ferrobuses desde Trelew a las 6:25 y alcanzaba Rawson a las 6:55. Además, el servicio se completaba con un servicio diario (menso los domingos) desde las 18:35 con arribo a Rawson 19:05.
Para el último informe de horarios de noviembre de 1955 se comunicó que los servicios de pasajeros corrían en 6 frecuencias todas operadas solo por ferrobuses. La primera se ejecutaba de lunes a viernes desde Trelew a las 6:25 con arribo a esta estación a las 6:45. La segunda partía los días hábiles de Trelew a las 8:35, pasando por Rawson a las 9:05, con destino final Playa Unión a las 9:18. La tercera operaba domingos y feriados. Partía de Trelew a las 8:35, pasando por Rawson a las 9:10 para terminar el viaje en Playa Unión a las 9:25. La cuarta frecuencia corría todos los días menos domingos desde las 10:40, pasando por Rawson a las 11:10 con arribo a Playa Unión a las 11:25. La quinta frecuencia no especificó días. Esta iniciaba 14:20, pasaba por Rawson a las 14:55 con arribo final a Playa Unión a las 15:15. La última salía todos los días desde Trelew a las 18:00, llegando a Rawson a las 18:35, para finalizar a las 18:55 en Playa Unión. Las frecuencias fueron 1,2 y 4 fueron hechas por servicio limitado que parece corresponderse con los ferrobuses. Mientras que las 3, 5 y 6 fueron realizados por servicios de clase única. Estos servicios tardaban 5 minutos más, y aunque el informe afirmó que eran ferrobuses los ejecutores, es más probable que estos servicios fueron hechos por trenes mixtos como los otros informes.

## Historia y características
La inauguración del tramo primer tramo del ramal Trelew - Rawson sucedió el 22 de mayo de 1923. No obstante, la formación ferroviaria tuvo un descarrilamiento a la altura de Casa Blanca, dado que el terraplén había cedido por no estar bien asentado, sumado a que la locomotora estaba en malas condiciones y  debió ser aprovisionada de agua. Solucionado el inconveniente sin heridos ni daños importantes, el tren finalmente llegó a Rawson a las 13:15 hs, donde fue recibido con un acto oficial, encabezado por el gobernador Orestes Franzoni. La formación se detuvo se detuvo en la estación provisoria, levantada frente a la plaza que existía calle por medio con la Iglesia Parroquial.
Por consiguiente, la inauguración fue totalmente provisoria e incompleta ya que aun faltaban completar diversos trabajos en las vías: reforzar los terraplenes y alcantarillas, construir ramales de desvíos, triángulo para el cambio de dirección de la locomotora y edificar la estación de Rawson. Estos trabajos demandaron 7 meses de intensa tarea, calculándose que todo estaría terminado para el 12 de octubre, fecha que se pensó primeramente habilitarlos pero el mal tiempo reinante atrasó dichos trabajos por lo que recién quedó el servicio liberado al público el miércoles 17 de octubre a las 08.20 horas.
El sábado 17 de noviembre de 1923, se inauguró el último tramo a  Playa Unión, acontecimiento que resultó una espléndida fiesta. Para ello se hizo correr un tren especial desde Trelew, el que previa detención en Rawson llegó a Playa Unión a las 11.30 horas, pero desde Rawson, otros dos trenes lo habían precedido, llegando a las 10.00 el primero y el otro a las 11.00 horas, todos ellos repletos de pasajeros, calculándose que en playa se habían reunido más de 1.000 personas. Este acto también sirvió para la creación de la nueva localidad. Para el mismo se levantaron varias carpas y mesas tendidas en forma de un amplio cuadro por un lado y una piedra, pendiente de una cabreada, indicaba la ubicación del balneario. La piedra fundacional, de 700 kilos, había sido donada por el señor Nicolás Federici, la que durante la ceremonia fue bendecida por el padre Francisco Vidal, actuando como padrino el gobernador Julio Berdera y como madrina la señora Delfina B. de Lápido.
En sus inicios el ferrocarril fue encargado de impulsar este destino turístico. Tras la llegada de la formación ferroviaria se dejaba un vagón que oficiaba de estación. El viaje partía a las 14 horas el sábado y domingo. Se disponía 20 o 21 coches de pasajeros que iban a esta playa. Cuando no alcanzaban se ponían furgones. El problema surgía vuelta, porque se quedaba el tren allá y tenía que traer a los que fueron a la mañana y a la tarde. En sus comienzos el ferrocarril promovía el turismo al balneario que no tenía infraestructura, por lo que dejaba sus vagones al servicio de los pasajeros y luego proseguía viaje. Los pasajeros que eran responsable de mantenerlos higiénicos hasta le el regreso de la próxima formación que los buscaba. Los pasajeros tenían una gran responsabilidad ya que entregaban los mismos en buenas condiciones y no contaminaban la playa con basura en esos tiempos. La estación fue inaugurada el 17 de noviembre de 1923, fecha que también es considerada como el día de fundación de la localidad.
Según los registros de periodísticos de la época, «hacia 1946 los trenes hacia Playa Unión veían colmada su capacidad, no alcanzando a satisfacer las demandas de los pasajeros». El viaje entre Rawson y Playa Unión duraba entre 15 y 20 minutos. Desde los años 1920 en adelante acompañado por el ferrocarril, el balneario se fue consolidando a partir de la construcción de casas de veraneo de familias de las restantes ciudades del valle inferior del río Chubut. La piedra fundamental y las primeras casas aparecieron en 1923, junto con la estación.
Existen diversos testimonios sobre el alto uso de la estación en las vacaciones de verano:

"Nos asomábamos al patio y contábamos en ese momento cuántos vagones iban. En una oportunidad alcancé a contar 22."
Nelly Abeledo (vivía cerca de la estación Rawson).

"Cuando el tren llegaba a la Playa y paraba, los que venían en el último vagón hacían una caminata como de 200 metros o más para llegar a la costa."
Oscar Castelli.

"Cuando se cerró el ferrocarril la gente se quedó sin ir a la playa. Porque cuando empezaba la temporada de verano había uno que salía a las ocho de la mañana; después había otro que salía a las once y media creo de acá y volvía como a las dos de la tarde; después a la tarde salía otro y volvía a la noche. El domingo iba a la mañana también y volvía a las doce, y después a la tarde llevaba otra cantidad de gente. Un día alcanzamos a contar, un domingo, más de mil personas. Se agotaron todos los vagones de pasajeros; los llevaban en furgones. El tren no me acuerdo si tenía capacidad para treinta o cuarenta personas cada vagón; pero iban parados, iban por todos lados."
Juan Federico Underwood Thomas.

Esta línea de ferrocarril funcionó desde el 11 de noviembre de 1888 (siendo el primer ferrocarril de la Patagonia Argentina), hasta el año 1961 en que clausurado.
Tan solo 7 años del cierre del ferrocarril la población comenzó a manifestar incomodidad con las vías del ramal. En una nota de 1968 en el diario Jornada se acusó a los durmientes de ser peligrosos en sus bordes astillados, a las vías de ser poco estéticas y al terraplén de entorpecer el tráfico automotor. Se recordaba que el ferrocarril era inviable y que debía ser levantada su infraestructura para completar el progreso del pujante Rawson.
Desde 1969 a 1975 los gobiernos nacionales militares y peronistas levantaron la vía y los terraplenes de la zona urbana de Rawson hasta Playa Unión. Ya para inicios de la década de los años 1990 no había indicios casi de rastros ferroviarios en el tramo Trelew - Playa Unión.
 Por estos hechos solo la exestación Playa unión y el puente resultan ser fácilmente ubicables actualmente. Incluso se llegó a desmantelar la estación Rawson en pos del progreso. Tras el cierre del ramal, el edificio de la estación fue remodelado y transformado en comisaría de la Policía de la Provincia del Chubut. Actualmente, se puede apreciar el Puente Ferroviario Rawson-Playa Unión con una sección de vías ubicado en medio de la autovía de doble trocha que une Playa Unión con Rawson. Además se erigió un pequeño monumento consistente de una pared pequeña donde se recreó la vía con durmientes y rieles traídos de La Trochita de Esquel, y fue inaugurado en 2013 como parte de los 90 años de la llegada del ferrocarril al balneario. En 2014 se anunció que un viejo vagón de la línea ubicado en Rawson iba a colocarse cerca de la vieja estación Playa Unión como rescate histórico para los turistas.

## Infraestructura
Se ubica en el kilómetro 94 de la vía férrea tomando la distancia desde Puerto Madryn, y a 9 metros sobre el nivel del mar. Existen diferente fuentes que revelaron la infraestructura de esta estación:
En una primera instancia el itinerario de 1934 declaró:
- Triángulo.
- Vía auxiliar:287 metros.
- Vía de apartadero:180 metros.[25]

Posteriormente, el itinerario de 1940 afirmó que la estacón contaba con:
- Triángulo.
- Vía auxiliar:462 metros.
- Vía secundaria:178 metros.[26]

Por último, según una recopilación de datos del itinerario de 1945 e informes de la época de clausura:
- Apartadero de 180 metros.
- Desvíos 462 metros.
- Triángulo ferroviario.[27]
- Estación de 1ª categoría con todos los servicios: pasajeros, encomiendas, cargas y hacienda (P. E. C. H). En cuanto a la hacienda: "Recibe y despacha hacienda con previo arreglo únicamente.

Posiblemente, la diferencia se deba a una mejor medición, ampliación o un error en la recopilación de datos. No tenía servicio regular de pasajeros, ya que la terminal principal del servicio era la estación Rawson. En tanto, los servicios eran desarrollados los fines de semana y durante el verano.

## Galería
|                                      |
| Tren rumbo a Playa Unión hacia 1950. |

|                                                                         |
| Vista trasera con ampliaciones y modificaciones del edificio histórico. |

|                                                                                            |
| Vista frontal de la exestación con andén y algunos árboles plantados por los ferroviarios. |